# Amstel (компания)
«Amstel» — нидерландская пивоваренная компания. Основана 11 июня 1870 года в Амстердаме, названа в честь реки Амстел, на берегу которой был заложен завод. Основатели завода — Чарльз де Пестерс и Йоханнес ван Марвейк Кой.

## История компании
Символический первый камень фундамента будущей пивоварни был заложен 11 июня 1870 года. Первая варка пива была завершена 25 октября 1871 года, а спустя два с половиной месяца, 9 января 1872 года, клиентам было доставлено первое сваренное на заводе пиво. Пивоварня была официально открыта 15 января 1872 года.
В 1872 году (в год запуска первой пивоварни) завод «Amstel» производил ежегодно около 10 000 гектолитров пива. Изначально пиво потребляли в основном в Амстердаме, но уже с 1883 года были организованы поставки в Великобританию и Индонезию.
Бизнес динамично развивался: в 1926 году на компанию «Amstel» приходилась треть экспорта всего нидерландского пива. В 1954 году компания первой из нидерландских пивоварен строит завод за пределами Нидерландов — в Суринаме, в 1958 году — в Иордании. В 1960 году был открыт третий филиал завода «Amstel» — Антильский пивоваренный завод на Кюрасао, в 1963 году появляются ещё два — в Греции и в Пуэрто-Рико.
В 1968 году компания была приобретена концерном «Heineken», после чего пиво «Amstel» стало производиться как на предприятиях концерна «Heineken», так и на собственном заводе в Амстердаме. В 1972 году завод в Амстердаме закрылся, и основное производство было перенесено на завод «Heineken» в городе Зутервауде.

## Компания сегодня
В настоящее время бренд «Amstel» является вторым по значению и объёму продаж корпоративным брендом концерна «Heineken N.V.». «Heineken» предлагает более 10 сортов пива под маркой «Amstel». В год продаётся около 36 миллионов литров пива под этой торговой маркой. На протяжении 11 лет — с 1994 по май 2005 года — пиво «Amstel» являлось титульным спонсором Лиги Чемпионов УЕФА. В 2015 году бренд стал спонсором второго по значимости клубного турнира футбольной Европы: Лиги Европы УЕФА.